# Ясное (Вологодская область)
Ясное — посёлок в Бабаевском районе Вологодской области.
Входит в состав Дубровского сельского поселения, с точки зрения административно-территориального деления — в Дубровский сельсовет.
Расстояние по автодороге до районного центра Бабаево составляет 51 км, до центра муниципального образования деревни Дубровка — 14 км. Ближайшие населённые пункты — Званец, Клавдино, Костяй.
Население по данным переписи 2002 года — 48 человек (22 мужчины, 26 женщин). Преобладающая национальность — русские (98 %).